# Giuseppe D'Avack
Giuseppe D'Avack (Roma, 24 maggio 1899 – Roma, 24 luglio 1979) è stato un arcivescovo cattolico e scrittore italiano.

## Biografia
Nacque il 24 maggio 1899 a Roma.
All'età di 24 anni, il 29 giugno 1923, venne nominato presbitero, il 24 dicembre 1931 amministratore apostolico del Capitolo della basilica di Santa Maria Maggiore di Roma da papa Pio XI, in motu proprio, e il 18 febbraio 1946, all'età di 46 anni, viene nominato arcivescovo di Camerino, consacrato dal cardinale Raffaele Carlo Rossi, accompagnato dagli arcivescovi Luigi Traglia e Umberto Malchiodi il 10 marzo dello stesso anno. Durante il suo arcivescovato fu co-consacratore di Gabriel Paulino Bueno Couto (1946), Federico Sargolini (1963) e Petru Plesca (1965). In una visita effettuata nella frazione Campanelle di San Ginesio nel mese di marzo del 1946 chiese al sacerdote, Antonio Andresciani di Camerino, di ampliare la grandezza della chiesa parrocchiale di San Giovanni Battista, ma nel dicembre 1954 ne decretò l'inidoneità per continuare ad ospitare la parrocchia. Così diede l'avvio burocratico per la realizzazione di nuova chiesa parrocchiale (chiesa di San Michele Arcangelo) dedicata a San Michele Arcangelo, che verrà costruita a Passo San Ginesio e consacrata nel 1965.
Dal 1946 al 1958 si scontrò con il pensiero del missionario Attilio Marinangeli, vicerettore e poi rettore del seminario arcivescovile di Camerino, perché l'insegnamento di Marinangeli era molto moderno per l'epoca, a differenza di quello di D'Avack che prediligeva un insegnamento più chiuso e rigido. D'Avack lo invitò a tornare parroco a Pioraco, anche dopo che Marinangeli fu nominato canonico della Cattedrale di Camerino. 
Dal 1962 al 1965 partecipò come padre conciliare al Concilio Vaticano II, si dimise da arcivescovo di Camerino il 13 febbraio 1964 e fu nominato canonico del Duomo di Camerino e arcivescovo titolare di Leontopoli di Pamfilia, ruolo che ricoprirà fino alle dimissioni, il 19 settembre 1972. Appoggiando il pensiero di don Lorenzo Milani ed avendo scritto la prefazione del suo libro "Esperienze Pastorali", si pensa che le sue dimissioni da arcivescovo di Camerino fossero dovute proprio all'appoggio del pensiero di Milani.
Morì il 24 luglio 1979 a Roma all'età di 80 anni.

## Opere
- La forza dei cattolici (1933)
- La sapienza, il Santissimo Sacramento, l'università (1942)
- Prima Lettera Pastorale di S.E. Mons. Giuseppe D'Avack, arcivescovo di Camerino (1946)
- Che mi chiede oggi il sacerdozio? (1948)
- A voi laici (1949)
- Sfruttatori del Vangelo? (1950)
- Naaman Syrus: lettera pastorale per la quaresima 1952 (1952)
- La carità e Maria (1954)
- Perchè Lourdes oggi? civiltà odierna e Maria Immacolata (1959)
- Maria e l'università degli studi (1960)
- Nel centenario di S. Giuseppe Cafasso (1961)
- Il Crocifisso e l'Universita degli studi (1963)
- A Dio (1964)
- Spiritualità sacerdotale: vita cristiana, vita consacrata (1971)
- Contestazione? Si, ma costruttiva (1975)

## Genealogia episcopale
La genealogia episcopale è:
- Cardinale Scipione Rebiba
- Cardinale Giulio Antonio Santori
- Cardinale Girolamo Bernerio, O.P.
- Arcivescovo Galeazzo Sanvitale
- Cardinale Ludovico Ludovisi
- Cardinale Luigi Caetani
- Cardinale Ulderico Carpegna
- Cardinale Paluzzo Paluzzi Altieri degli Albertoni
- Papa Benedetto XIII
- Papa Benedetto XIV
- Papa Clemente XIII
- Cardinale Marcantonio Colonna
- Cardinale Giacinto Sigismondo Gerdil, B.
- Cardinale Giulio Maria della Somaglia
- Cardinale Carlo Odescalchi, S.I.
- Cardinale Costantino Patrizi Naro
- Cardinale Lucido Maria Parocchi
- Papa Pio X
- Cardinale Gaetano De Lai
- Cardinale Raffaele Carlo Rossi
- Arcivescovo Giuseppe D'Avack